# Рюмкер, Карл Людвиг Христиан
Карл Людвиг Христиан Рюмкер (нем. Carl Ludwig Christian Rümker; 18 мая 1788, Бург-Штаргард — 21 декабря 1862, Лиссабон) — немецкий и английский астроном. Отец Георга Фридриха Вильгельма Рюмкера.
Член Германской академии естествоиспытателей «Леопольдина» (1859), иностранный член Лондонского королевского общества (1855).

## Биография
Карл Людвиг Христиан Рюмкер родился 18 мая 1788 года в Бург-Штаргарде. По получении образования вынужден был, вследствие войны, бежать с родины (Пруссия) в Гамбург, затем в Англию. Там поступил на морскую службу и участвовал в войне с французами; был учителем мореходного искусства. В 1817 году вышел в отставку и получил место директора навигационной школы в Гамбурге; написал учебник по навигации (нем. «Handbuch der Schiffahrtskunde»; 1820), выдержавший много изданий.
По приглашению Томаса Брисбена занял место наблюдателя в его частной обсерватории в Параматта близ Сиднея. Наблюдения Рюмкера послужили материалом для каталога 7385 южных звезд, под заглавием «Brisbane Catalogue» (1835 год).

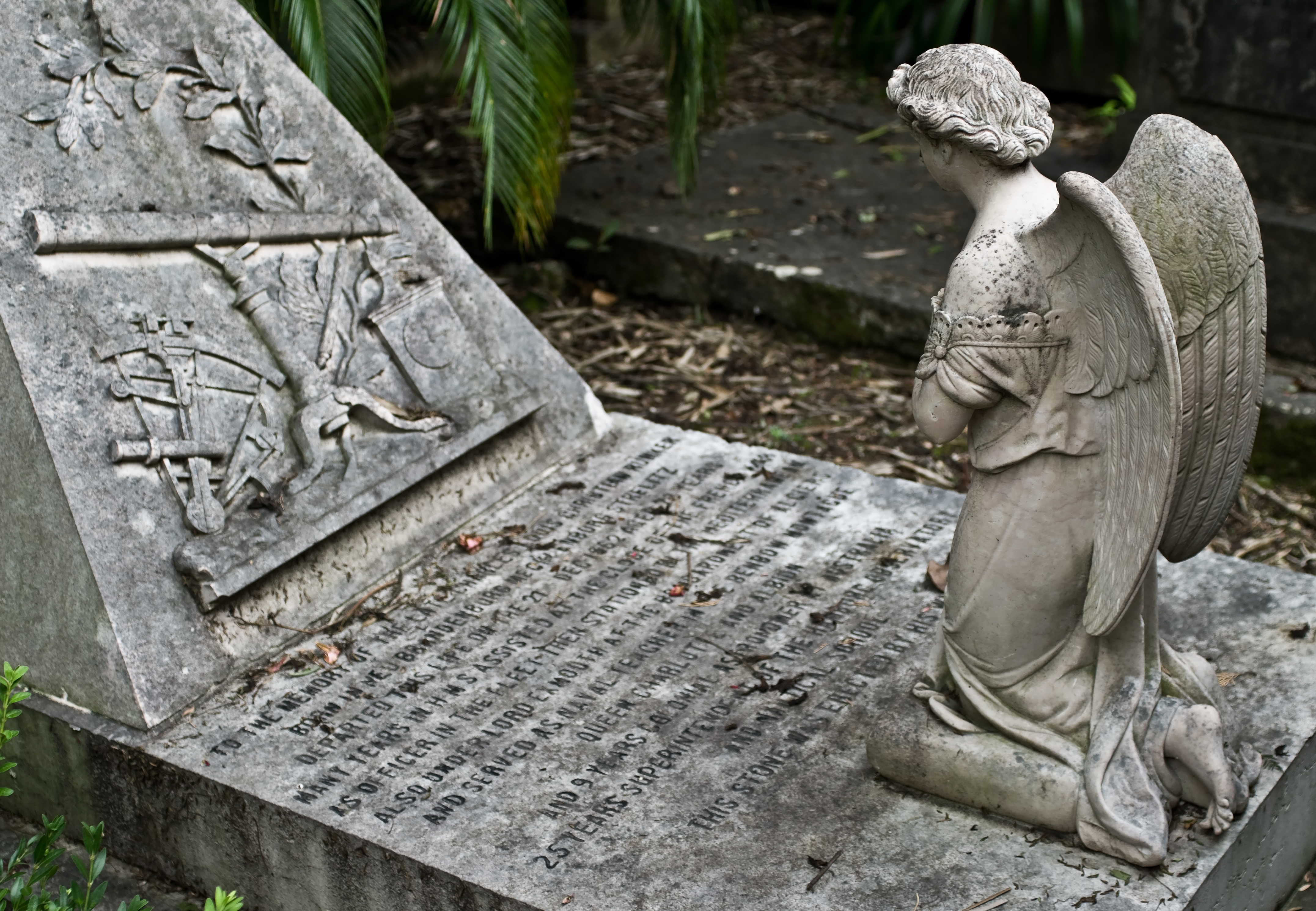
Могила Рюмкера

В 1831 году Рюмкер вернулся в Европу и, после трагической гибели Иоганна Георга Репсольда, получил место директора Гамбургской обсерватории. Результатом его деятельности был каталог «Mittlere Oerter von 12000 Fixsternen für 1836» и большой ряд статей в «Astronomische Nachrichten». Выйдя в отставку, поселился в Лиссабоне, где и умер. Место директора Гамбургской обсерватории занял его сын, Георг-Фридрих-Вильгельм (1832—1900).
Карл Людвиг Христиан Рюмкер умер 21 декабря 1862 года в городе Лиссабоне.